# Badminton 1908
Höhepunkte des Badmintonjahres 1908 waren die All England, die Irish Open, die Scottish Open und die French Open.
==Internationale Veranstaltungen ==
| Veranstaltung | Herreneinzel         | Dameneinzel       | Herrendoppel                            | Damendoppel                              | Mixed                              |
| ------------- | -------------------- | ----------------- | --------------------------------------- | ---------------------------------------- | ---------------------------------- |
| All England   | Henry Norman Marrett | Meriel Lucas      | Henry Norman Marrett George Alan Thomas | G. L. Murray Meriel Lucas                | Norman Wood Meriel Lucas           |
| French Open   | Frank Chesterton     | Margaret Larminie | Frank Chesterton Stewart Marsden Massey | Margaret Larminie Lavinia Clara Radeglia | Frank Chesterton Margaret Larminie |
| Irish Open    | Arthur Cave          | -                 | Blayney Hamilton Thomas D. Good         | Meriel Lucas Margaret Larminie           | Blayney Hamilton Meriel Lucas      |
| Scottish Open | Frank Chesterton     | -                 | Frank Chesterton Hugh Comyn             | Meriel Lucas G. L. Murray                | Frank Chesterton Meriel Lucas      |

## Terminkalender
| Veranstaltung                        | Ort      | Datum                         |
| ------------------------------------ | -------- | ----------------------------- |
| Scottish Open & Closed Championships | Aberdeen | Januar 1908                   |
| All England                          | London   | 3. bis zum 7. März 1908       |
| French Open                          | Dieppe   | 27. bis zum 29. November 1908 |
| Hampshire Championships              |          | 1908                          |
| Irish Open                           |          | 1908                          |
| London League                        |          | 1908                          |
| Middlesex Championships              |          | 1908                          |
| North London Championships           |          | 1908                          |
| Northern Championships               |          | 1908                          |
| South of England Championships       |          | 1908                          |
| Surrey Championships                 |          | 1908                          |
| West Hants Championships             |          | 1908                          |